# Hrvatski glazbeni zavod
Hrvatski glazbeni zavod (eng. Croatian Music Institute) najstarija je glazbena ustanova u Hrvatskoj.

## Povijest
Zavod svojim osnutkom smatra prvi koncert održan 18. travnja 1827. pod ravnanjem Jurja Wisnera von Morgensterna u dvorani Kraljevske akademije (danas Gornjogradska gimnazija) na Katarininu trgu u Zagrebu. Toga dana prvi je put javno nastupila skupina zagrebačkih glazbenih amatera i profesionalaca, koji su se okupili uz društvenu i materijalnu potporu biskupa Maksimilijana Vrhovca i bana Ignjata Gyulaya. Tada je započeo rad Glazbenog društva koje je kasnije, tijekom svoga postojanja, nekoliko puta promijenilo svoje ime. Ipak, službena dozvola za rad stigla je iz Budima tek 8. svibnja 1827.
Hrvatski je glazbeni zavod 16. veljače 1829. otvorio glazbenu školu koja se brzo širila i napredovala, a 1916. je proglašena konzervatorijem. Godine 1920. postaje državnom školom koja se kasnije preustrojila u Muzičku akademiju, koja i danas dio svoje nastave održava u zgradi Hrvatskog glazbenog zavoda.
Novo razdoblje Hrvatskoga glazbenoga zavoda započinje dolaskom Ivana pl. Zajca na mjesto ravnatelja 1870. godine. U tome je razdoblju, 1876. godine, dovršena zgrada u Gundulićevoj ulici u koju se Zavod uselio. Tu su zgradu projektirali hrvatski arhitekti Janko Grahor i Franjo Klein, a u njoj se nalazi i prva zagrebačka koncertna dvorana. Nakon potresa 1880. godine u manjim je popravcima sudjelovao Hermann Bolle. Godine 1895., dovršena je i druga zgrada Zavoda u kojoj se nalazi mala dvorana. Nju je svečano otvorio car Franjo Josip I.
Danas u sklopu Hrvatskog glazbenog zavoda djeluje više ansambala: Društveni orkestar, Društveni jazz orkestar (Big Band HGZ-a), Društveni zbor te Društveni komorni ansambl. Uz to, Zavod posjeduje i knjižnicu te arhiv. 

## Promjene imena Zavoda od njegova osnutka
- 1827. - službeni naziv Societas filharmonica zagrabiensis, a u javnosti poznat kao Musikverein in Agram, tj. samo Musikverein
- 1851. - Društvo prijatelja glazbe u Hrvatskoj i Slavoniji
- 1861. - Narodni zemaljski glazbeni zavod
- 1895. - Hrvatski zemaljski glazbeni zavod
- 1925. - Hrvatski glazbeni zavod

## Poznati djelatnici
Ravnatelji:
- Vjekoslav Klaić, hrv. povjesničar, pisac, rektor zagrebačkog Sveučilšta (1890. – 1920.)[2]
- Ivan pl. Zajc, hrv. skladatelj i dirigent (18. studenog 1869. – 21. veljače 1908.)

Nastavnici:
- Nikola Faller,[3] hrv. dirigent i skladatelj; nastavnik glasovira
- Vaclav Huml, češ. i hrv. violinist i glazbeni pedagog
- Vatroslav Kolander, hrv. skladatelj i orguljaš; učitelj glasovira
- Franjo Lučić, hrv. skladatelj, orguljaš i glazb. teoretičar; profesor teorijskih predmeta
- Đuro Prejac, hrv. skladatelj, glumac i redatelj
- Ivan pl. Zajc, hrv. skladatelj i dirigent; vokalni pedagog (1869. – 1908.)

Osoblje:
- Vatroslav Lisinski, hrv. skladatelj; besplatni nadzornik školskih učionica Zavoda (1851. – 1853.)

## Počasni članovi
- Emil Cossetto, hrv. skladatelj, dirigent, zborovođa i glazbeni pedagog
- Koraljka Kos, hrv. akademkinja i muzikologinja
- Franz Liszt, mađ. skladatelj, pijanist, dirigent i glazbeni pisac
- Ivo Maček, hrv. akademik i koncertni pijanist
- Andrija Tomašek,[4] hrv. muzikolog i glazbeni pisac
- Ivan pl. Zajc, hrv. skladatelj i dirigent

## Vanjske poveznice
- Službene stranice Hrvatskog glazbenog zavoda